# Markus von Arethusa
Markus von Arethusa (* ~300; † 29. März 362) war ein Bischof in Arethusa (Syrien) nahe dem heutigen Homs (Edessa), Märtyrer und Heiliger (Gedächtnistag: 29. März).
Er nahm 343 an der Synode von Serdica (Sardica, heute Sofia), 352 an der Synode von Sirmium (Sirmium bei Sremska Mitrovica) teil, auf der er ein Glaubensbekenntnis verfasste, das den „Jotastreit“ (Christus ist „homoousios“ (gottgleich) oder „homoiousios“ (gottähnlich)) beilegen sollte, und fälschlicherweise des Arianismus bezichtigt wurde, weswegen Cesare Baronio seinen Feiertag aus dem Martyrologium romanum (Rom 1586) strich. Später wurde er rehabilitiert.
Unter Kaiser Konstantin I. zerstörte er in Arethusa einen heidnischen Tempel, musste unter Kaiser Julian (wieder aufflammende Christenverfolgung seit 361) deswegen fliehen, kehrte jedoch zurück, weil einige Mitglieder seiner Christengemeinde wegen des zerstörten Tempels inhaftiert worden waren. Er wurde 362 öffentlich gefoltert, indem man ihn nackt an einen Pfahl band und mit Honig einrieb. Er blieb unbeugsam und war nicht bereit, auch nur eine Münze für den Tempelwiederaufbau zu entrichten. Wegen seiner Loyalität zu seinem Glauben und seinen Mitchristen soll er von Kaiser Julian begnadigt worden sein, nach anderer Lesart erlitt er dabei den Märtyrertod am Pfahl. Die angelockten Insekten (Wespen, Bienen) töteten ihn durch ihre Stiche (Insektengift; siehe auch Scaphismus).